# Walter Köpping
Walter Köpping (* 23. Dezember 1923 in Altenburg; † 5. September 1995 in Essen) war ein deutscher Bergmann, Autor, Gewerkschaftssekretär der Industriegewerkschaft Bergbau und Energie, Mitbegründer der Dortmunder Gruppe 61 und Förderer der Arbeiterliteratur.

## Leben
Walter Köpping wuchs in Thüringen auf, besuchte die Volksschule, absolvierte eine kaufmännische Lehre. 1942 wurde er Soldat und kehrte 1947 aus der Kriegsgefangenschaft zurück. Er begann auf der Zeche Julia in Herne unter Tage zu arbeiten und erhielt 1951 den Hauerschein, auch Hauerbrief genannt, als Nachweis für eine erfolgreich abgeschlossene Hauerausbildung. Mit einem Stipendium des DGB studierte er von 1951 bis 1953 an der Akademie für Gemeinwirtschaft in Hamburg. Seit 1954 arbeitete er als Bildungssekretär der Industriegewerkschaft Bergbau und Energie (IGBE) zunächst in Essen, bis er nach verschiedenen weiteren Stationen 1965 in Bochum Leiter der Bildungsabteilung seiner Gewerkschaft wurde, die er bis zu seinem Ruhestand 1983 ausübte.
Köppings Interesse gehörte der Arbeiterdichtung, die er durch die Herausgabe zahlreicher Anthologien und die Unterstützung der Schriftsteller wieder in das Bewusstsein der Öffentlichkeit zu bringen versuchte. Mit Fritz Hüser gehörte er zu den Begründern der Dortmunder Gruppe 61, die er 1964 wegen einer Auseinandersetzung mit Max von der Grün verließ.
Der Nachlass Walter Köpping befindet sich im Fritz-Hüser-Institut für Literatur und Kultur der Arbeitswelt in Dortmund. Ein Findbuch liegt vor.

## Veröffentlichungen
- Wir fürchten nicht die Tiefe, Aisthesis Verlag, Bielefeld 2020, ISBN 978-3-8498-1551-6

- mit Wolfgang F. Henschel, Walter Köppin: Wir brauchen Kohle – Ruhrbergbau 1945 – 1949, Asso-Verlag, Oberhausen 1986, ISBN 978-3-921541-16-6

- Arbeiterliteratur, Erwachsenenbildung, Gewerkschaftspolitik, Asso-Verlag, Oberhausen 1983, ISBN 978-3-921541-66-1

- Die Gewerkschaften- was sie sind, was sie tun, wofür sie da sind, Bund-Verlag, Köln, ISBN 978-3-7663-0398-1

- Der informierte Arbeitnehmer: was sind Informationen?, Bund-Verlag, Köln 1979. ISBN 978-3-7663-0269-4

- Mit Freude lernen, Bund-Verlag, Köln 1978, ISBN 978-3-7663-0141-3

- mit Fritz Hüser: Wir tragen ein Licht durch die Nacht – Gedichte aus der Welt des Bergmanns, Bund-Verlag, Köln 1961

## Herausgeberschaften
- Schichtwechsel – Lichtwechsel – Texte aus der Arbeitswelt, Bund Verlag, Köln 1988, ISBN 978-3-7663-3076-5

- Lebensberichte deutscher Bergarbeiter, Union-Druckerei und Verlagsanstalt, Frankfurt am Main 1984, Büchergilde, ISBN 978-3-7632-2881-2

- 100 Jahre Bergarbeiter-Dichtung, Asso-Verlag, Oberhausen 1982, ISBN 978-3-921541-48-7

- Schwarze Solidarität – 85 Jahre kämpferische Bergarbeiterdichtung, Asso-Verlag, 1978, ISBN 978-3-921541-32-6

- Unter Tage, über Tage – Gedichte aus der Arbeitswelt unserer Tage, Büchergilde, Frankfurt am Main 1966